# Einsatzkommando Österreich
Das Einsatzkommando Österreich war ein aus Angehörigen der sogenannten deutschen Sicherheits- und Ordnungspolizei gebildetes polizeiliches Sonderkommando, das im März 1938 anlässlich des Anschlusses von Österreich an das Deutsche Reich gemeinsam mit den militärischen Besatzungsverbänden der deutschen Wehrmacht in Österreich einrückte, um dort Sonderaufträge im Zusammenhang mit der Bekämpfung politischer und ideologischer Gegner auszuführen.

## Allgemeine Aufgabenstellung der Einsatzkommandos
Das Einsatzkommando Österreich wurde aufgrund eines Sonderbefehls von Adolf Hitler an den Chef der Sicherheitspolizei und des SD und Leiter des Geheimen Staatspolizeiamtes Reinhard Heydrich auf deutschem Territorium gebildet. Heydrich beschrieb die Tätigkeit des Einsatzkommandos Österreich sowie drei späterer, ähnlicher Kommandos, die anlässlich der deutschen Einmärsche im Sudetenland, in der sogenannten Rest-Tschechei und in Polen aufgestellt wurden, in einem Aktenvermerk vom 2. Juli 1940 wie folgt:
„[Das Einsatzkommando] hatte auf Grund der vorbereiteten Arbeit systematisch durch Verhaftung, Beschlagnahme und Sicherstellung wichtigsten politischen Materials heftige Schläge gegen die reichsfeindlichen Elemente in der Welt aus dem Lager von Emigration, Freimaurerei, Judentum und politisch-kirchlichem Gegnertum sowie der 2. und 3. Internationale geführt.“
Sein Einsatz erfolgte fast zeitgleich mit dem Einmarsch deutscher Truppen in das österreichische Territorium am 12. März 1938.

## Einzelne Aktionen des Einsatzkommandos in Österreich
Die Angehörigen des Einsatzkommandos führten in Österreich, vor allem im Raum Wien, eine Vielzahl verschiedener Aufträge aus:
Der Angehörige des Einsatzkommandos Werner Göttsch wurde zu Beginn des deutschen Einmarsches in Österreich zunächst als Leiter des sogenannten Führerschutzbegleitkommandos eingesetzt, das Adolf Hitler auf dem Weg nach Wien eskortieren und dort bewachen sollte. Nachdem Hitler das Kommando in Salzburg entließ, da er es nicht benötigte, weil er bereits ein eigenes Führerbegleitkommando hatte, wurde Göttsch anschließend nach Wien geschickt, wo er mit vier bis fünf weiteren Männern eine Nacht lang die österreichischen Reichsinsignien bewachte, da man in Berlin befürchtete, dass österreichische Nationalisten diese entwenden könnten. Die Insignien wurden am nächsten Tag abtransportiert.
Im Auftrag des Kommandoführers Franz Six zerschlug Göttsch in den ersten Tagen nach der Besetzung Wiens den sogenannten Spann-Kreis, einem vom SD als gegnerisch eingestuften politischen Kreis um den konservativen Staatstheoretiker Othmar Spann.
Der Angehörige des Einsatzkommandos Horst Böhme entführte in der Nacht vom 13. zum 14. März 1938, wahrscheinlich auf Grund eines Sonderbefehls von Heydrich und ohne Wissen der Führung des Einsatzkommandos, den Diplomaten Wilhelm Freiherr von Ketteler, den er bald darauf ermordete und in die Donau warf.
In Wien griff das Einsatzkommando auf österreichische Polizeiorgane, Besatzungstruppen, allgemeine SS sowie auf die Angehörigen der nun legalisierten NS-Untergrundorganisationen zurück, um die umfangreichen Verhaftungslisten zu bewältigen. Das Rot-Weiß-Rot-Buch schrieb hierzu:
„Übereinstimmenden Schätzungen nach umfaßte schon die erste Verhaftungswelle in den Märztagen 1938 über 70.000 Personen. Und in der Folge verschwanden Tag um Tag, einzeln und in Mengen österreichische Patrioten in den Kerkern und Gefängnissen der Gestapo für Wochen, für Monate, für Jahre, für immer.“

## Aufstellung und Zusammensetzung des Einsatzkommandos
Dem Einsatzkommando Österreich gehörten vierzig bis sechzig Personen an, bei denen es sich vor allem um Mitarbeiter des Geheimen Staatspolizeiamtes und des SD-Hauptamtes aus Berlin handelte. Mit der Zusammenstellung und Führung des Kommandos wurde Franz Six, der Leiter der Abteilung für Gegnerforschung im Geheimen Staatspolizeiamt, beauftragt.
Das Kommando reiste am 12. März 1938 mit einem Sonderzug von Berlin nach München und fuhr von dort mit Automobilen nach Wien.
Adolf Eichmann berichtete später über die Vorbereitungen für die Tätigkeit des Einsatzkommandos:
„Eines Tages erging der Befehl, daß eine ganze Anzahl Angehöriger des Reichssicherheitshauptamtes zu einem Drei-Schichten-Dauerdienst zwecks Österreich-Vorbereitung abgestellt werden mußten. […] Die Arbeit: von langen Listen, die irgend eine Stelle des RSHA im Laufe der Zeit zusammenstellte, mußten Tausende von Personennamen, Organisationen, Zeitungen und Zeitschriften, Behörden, Schulen usw. auf besondere Karteikarten umgeschrieben werden. Es handelte sich um eine besondere Karteikarte, wie ich sie vorher nie sah.“

## Mitglieder des Einsatzkommandos
Als Mitglieder des Einsatzkommandos konnten von der historischen Forschung bisher die folgenden Personen identifiziert werden:
- Walther Bock
- Horst Böhme, Sturmbannführer im SD-Hauptamt
- Fritz Braune
- Karl Burmester
- Bernhard Christensen
- Theo Gahrmann (* 1910),  Mitarbeiter im SD-Hauptamt (Referent für protestantische Fragen)
- Werner Göttsch
- Albert Hartl
- Helmut Knochen, Mitarbeiter im Amt II des SD-Hauptamtes
- Hermann Lapper, Sturmbannführer im SD-Hauptamt
- Herbert Mehlhorn
- Alfred Naujocks
- Walter Peters
- Friedrich Polte, Untersturmführer im SD-Hauptamt, Chef des SD-Leitabschnitts Wien
- Walter Schellenberg, Brigadeführer im SD-Hauptamt
- Franz Six, Chef des Amtes II im SD-Hauptamt